# Eutelsat Hot Bird 13B
Eutelsat Hot Bird 13B – satelita telekomunikacyjny z serii Hot Bird należący do spółki Eutelsat, wystrzelony jako Hot Bird 8 4 sierpnia 2006 roku rakietą Proton M.
Został skonstruowany przez EADS Astrium na bazie platformy Eurostar E-3000. Zaopatrzony jest w 64 transpondery działające w paśmie Ku. Posiada 2 rozkładane panele ogniw słonecznych, które są w stanie dostarczyć do 14 kW energii elektrycznej. Planowany czas pracy wynosi 15 lat.
Satelita od początku jest umieszczony na pozycji 13°E. Nazwę Eutelsat Hot Bird 13B otrzymał 1 marca 2012 w ramach ujednolicenia nazw satelitów przez Eutelsat.
Satelita obejmuje swym zasięgiem Europę, Afrykę Północną i Bliski Wschód.